# Estrilda paludicola
Estrilda paludicola là một loài chim trong họ Estrildidae.